# Çandarlı Halil Hayreddin Pacha
Pour les articles homonymes, voir Çandarlı.
Çandarlı Halil Pacha (turc : Çandarlı Halil Paşa, prononcé Chandarli Khalil Pacha, Tchandarli Khalil Pacha ou Tchanderli Khalil Pacha) fut grand vizir ottoman, de 1439 jusqu'au 1er juin 1453  , date de son exécution.
Il fut Grand vizir durant le règne du sultan Mourad II, et durant le début du règne de Mehmed II (de 1439 jusqu'à son exécution le 1er juin 1453).

Il fut le premier grand vizir ottoman à être exécuté.

## Biographie
Les maisons princières des Çandarlı et Osmanli, toutes deux des Oghouzes, sont à l’origine de la fondation de l’Empire ottoman.
Son grand-père Çandarlı Kara Halil Hayreddin Paşa avait déjà servi comme grand vizir sous Mourad Ier.
Le sultan Mourad II, esprit religieux et artistique, n'était pas attaché au pouvoir et se retira en 1444 à Manisa, abdiquant en faveur de son fils Mehmed II encore enfant. Il fut cependant rappelé par Çandarlı Halil Pacha, au vu des dangers d'attaques du territoire ottoman par les armées européennes.
Mourad reprit alors le commandement et remporta la victoire de Varna en 1444. Il remonta ainsi sur le trône vers 1446.
La forteresse de Çandarlı a été ainsi construite par Çandarlı Halil Pacha à l'intention de Mourad II.
Mis au second plan à deux reprises, Mehmed II a développé un ressentiment durable envers Çandarlı Pacha. Malgré la stratégie visionnaire du vizir, qui a assuré la sauvegarde de la dynastie et jeté les prémices de la création de l'Empire ottoman, Mehmed II n'a gardé, là aussi, que rancœur et amertume envers Çandarlı Halil Pacha. Avec le temps, la famille Çandarlı était devenue extrêmement riche, voire peut-être la plus riche des familles turques, ce qui n'a pas aidé à apaiser les tensions. Khalil-Pacha a reçu cependant la direction des affaires sous le titre de grand vizir, durant le début de son règne et il a été le conseiller du sultan lors du siège de Constantinople.

### Exécution
Le 1er juin 1453, trois jours après la conquête de Constantinople, il est accusé de s'être laissé corrompre par les Romains et d'avoir trahi le sultan en invitant les assiégés à se défendre vaillamment. 
L'un des premiers actes commis par Mehmed II, alors pleinement régnant, a été de le jeter au cachot, puis de l'exécuter et de confisquer tous ses biens. Mehmed II a ainsi mis fin à la période appelée l'ère Çandarlı de l'Empire ottoman. 
Il est remplacé comme grand vizir par Zaganos Pacha.

## Médias

### Littérature
Le personnage de Sehir Halil dans le manga Altaïr (2007-) tire son nom de Çandarlı Halil Pacha et est librement inspiré de son histoire. 
Çandarlı Halil Pacha fait figure d'antagoniste dans le roman And I Darken (2016) de Kiersten White (en), premier opus de sa trilogie The Conqueror's Saga (2016-2018). 
Dans le roman historique Porphyry and Ash (2019) de Peter Sandham, le discours que Çandarlı Halil Pacha adresse à l'empereur romain Constantin XI est le même que celui rapporté par l'historien Georges Sphrantzès.

### Cinéma
- İstanbul'un Fethi (1951), il est interprété par Reşit Gürzap (tr).
- Constantinople (2012), il est interprété par Erden Alkan (en).

### Télévision
- L'Essor de l'Empire ottoman (2020), il est interprété par Selim Bayraktar (en).

## Source
- Ferdinand Hoefer, Nouvelle biographie générale depuis les temps les plus reculés jusqu'à nos jours, avec les renseignements bibliographiques et l’indication des sources à consulter, Paris, Firmin-Didot frères, 1852-1856.